# Gaoming (socken i Kina)
Gaoming (kinesiska: 高明, 高明乡) är en socken i Kina. Den ligger i provinsen Hunan, i den södra delen av landet, omkring 110 kilometer väster om provinshuvudstaden Changsha. Antalet invånare är 17025. Befolkningen består av 8 151 kvinnor och 8 874 män. Barn under 15 år utgör 17,0 %, vuxna 15-64 år 70 %, och äldre över 65 år 11,0 %.
Genomsnittlig årsnederbörd är 1 921 millimeter. Den regnigaste månaden är maj, med i genomsnitt 342 mm nederbörd, och den torraste är december, med 51 mm nederbörd.